# Shigeyama Sennojō
Shigeyama Sennojō (jap. 茂山 千之丞, eigentlich Shigeyama Masatsugu (茂山 政次); * 14. Oktober 1923; † 4. Dezember 2010) war ein japanischer Kyōgen-Schauspieler.
Shigeyama Sennojō gilt als einer der wichtigsten Vertreter des traditionellen japanischen Theaters in der Neuzeit. Er war der zweite Sohn von Shigeyama Sensaku III. und Angehöriger der Familie Shigeyama, die seit über 400 Jahren das Kyōgen-Theater repräsentiert. Die Familie hat eine eigene Schule, die Kyōgenkata-Ōkura-Schule (Ōkura-ryū) in Kyōto.

## Filmografie (Kinofilme)
- 1964: Kōkeimu
- 1966: Genji monogatari
- 1968: Ukiyo-e zangoku monogatari
- 1995: Eijian burū: Ukishima-maru sakon

## Schriften
- Kyōgen yakusha: hinekure handaiki, in Band 396 von Iwanami shinsho Oban, Iwanami Shoten 1991 (231 Seiten)